# Athyrium pulcherrimum
Athyrium pulcherrimum är en majbräkenväxtart som beskrevs av Edwin Bingham Copeland. Athyrium pulcherrimum ingår i släktet Athyrium och familjen Athyriaceae. Inga underarter finns listade.